# Operaciones de separación
El término operaciones de separación, o métodos de fraccionamiento, en química, se refiere a todas aquellas operaciones básicas cuyo objetivo es separar total o parcialmente una o varias sustancias diferentes de una mezcla.
La separación de las sustancias puede basarse en multitud de fenómenos, tales como los de transporte de masa, equilibrios termodinámicos, fenómenos físicos, interacciones químicas y otros.
Las principales operaciones de separación son:
- Destilación
- Absorción y desorción (operación inversa)
- Extracción LL (líquido - líquido)
- Lixiviación (también llamada extracción sólido - líquido)
- Adsorción y desorción (operación inversa, no confundir con absorción)
- Cristalización
- Intercambio iónico
- Ósmosis inversa
- Evaporación
- Sedimentación, flotación y centrifugación
- Filtración

- Datos: Q6051311